# Picture It!
Microsoft Picture It! – program do edycji grafiki stworzony przez firmę Microsoft. Wersja 1.0 została wydana we wrześniu 1996. Pierwsza wersja uruchamiała się na komputerze z 8 MB RAM-u z procesorem Pentium.
PictureIt! używał formatu .MIX, który używany był też w aplikacji Microsoft PhotoDraw, ale format zapisu tej aplikacji nie był zgodny z formatem PictureIt!.

## Wydania

### Wersje
- Picture It! 1.0
- Picture It! 2.0 i Picture It! 2.0 Express (część Microsoft Plus! 98)
- Picture It! 99 (3.0)
- Picture It! 2000 (4.0)
- Picture It! 2001 (5.0)
- Picture It! 2002 (6.0)
- Digital Image Pro 7.0
- Digital Image Pro 9 i Digital Image Suite 9
- Digital Image Pro 10 i Digital Image Suite 10
- Digital Image 2006 i Digital Image 2006 Anniversary Edition

### Edycje
- Picture It! Express
- Picture It! Photo (Część z Microsoft Works Suite) i Photo Premium
- Picture It! Publishing (Gold, Silver i  edycje Platinum)
- Picture It! Library
- Microsoft Greetings